# نبرد اگیردا
نبرد اگیردا (انگلیسی: Battle of Agridi)، نبردی طی جنگ لمباردی‌ها میان پادشاهی قبرس و خاندان ابلین با نیروهای امپراتوری مقدس روم در ۱۵ ژوئن ۱۲۳۲ که با پیروزی نیروهای متحد قبرس و خاندان ابلین همراه بود.